# 티르소 데 몰리나역
티르소 데 몰리나 역(스페인어: Tirso de Molina)은 마드리드 지하철 1호선의 역이다. 마드리드 센트로 구의 티르소 데 몰리나 광장에 위치해 있다. 요금구역상으로는 A구역에 속한다.

## 역사
1921년 12월 26일 1호선 연장구간 개통과 함께 문을 열었으며, 개업 당시에는 '프로그레소' (Progreso)란 역명이었으나 1939년 7월 10일 지금의 '티르소 데 몰리나'로 바뀌었다. 또 당초 60m였던 승강장 길이를 90m를 늘렸다. 2004년에는 내장과 천장공사를 한차례 진행하여 노란색 비트렉스 재질로 바뀌어 있다.
2016년 7월 3일부터는 1호선의 도심구간에 해당되는 플라사 데 카스티야-시에라 데 과달루페 구간이 시설정비 공사로 운행을 일시 중단되면서 이곳도 영업을 중단하였다. 공사 작업 완료일은 2016년 11월 경이 될 것으로 예측되었으며, 11월 13일에 모든 작업이 끝나 마지막으로 남아있던 콰트로 카미노스-아토차 렌페 구간이 재개통하면서 이 역도 다시 문을 열었다.

## 환승 정보
티르소 데 몰리나 역과 환승되는 노선은 없고, 다음 역인 솔 역에서 2호선, 3호선으로 환승할 수 있다. 그 이후로도 환승역이 줄줄이 이어진다.
역 주변에는 시내버스 정류장이 두 곳 있다. 야간노선은 다니지 않는다.
| 마드리드 지하철       | 마드리드 지하철       | 마드리드 지하철        |
| --------------------- | --------------------- | ---------------------- |
| 솔 피나르 데 차마르틴 | 마드리드 지하철 1호선 | 안톤 마르틴 발데카로스 |